# Potterstraat (Utrecht)
De Potterstraat is een korte straat in het centrum van de Nederlandse stad Utrecht.
Deze straat loopt van de Oudegracht als verlengde van de Lange Viestraat naar de Neude, waar de tweerichtingstraat zich splitst in de eenrichtingstraten de Voorstraat (die weer in het verlengde ligt van de Wittevrouwenstraat) en de Lange Jansstraat. De straat is onderdeel van de Binnenstadsas. Aan de zuidzijde wordt de straat volledig in beslag genomen door de zijgevel van het Hoofdpostkantoor.
De straat wordt in 1404 voor het eerst vermeld. Bij de Viebrug lagen rond die tijd wedden. Niet geheel zeker is waar de straat haar naam aan dankt maar vermoedelijk is die ontleend aan de Groote en Kleine Pot; twee huizen die in vroegere tijden hier stonden. Omstreeks 1925 werd de Potterstraat verbreed en daarvoor werd het rijtje huizen dat voor de zijgevel van het Hoofdpostkantoor stond gesloopt. Het pand Oudegracht 102, waarin glas- en verfwarenhandel J. de Waal en Zoon was gevestigd, was het laatst overgebleven pand.
In de jaren 20 werd het gebouw gebouwd dat bekend werd als Heck's lunchroom (later Ruteck's Lunchroom). Deze lunchroom was een uitgaansgelegenheid voor menig Utrechter met een statige portier voor de deur in een speciaal pak en met een hoge hoed op. De mensen stonden er in rijen om naar binnen te mogen. Later vestigde zich in het pand een bruidsmodezaak en rond de eeuwwisseling van 2000 werd het een filiaal van Intersport.

## Trivia
- Er bevonden zich 2 bioscopen in de Potterstraat[5], te weten Scala[6] en Select, die door ernstige gebreken met instortingsgevaar en door geldgebrek om dit op te kunnen knappen moesten sluiten.[7] Sinds 2012 is hier een restaurant  gevestigd.[8]